# Abraxas cataria
Abraxas cataria là một loài bướm đêm trong họ Geometridae.